# Heriberto Herrera
Heriberto Herrera Udrizal (* 24. März 1926 in Guarambaré; † 26. Juli 1996 in Asunción) war ein paraguayischer Fußballspieler und -trainer.
Während seiner Zeit als Trainer war er wegen seines Starrsinnes auch als „Eiserner Sergeant“ bekannt. Neben der paraguayischen besaß Herrera auch die spanische Staatsbürgerschaft.

## Karriere

### Als Spieler
Heriberto Herrera begann seine Profikarriere beim Club Nacional in seiner paraguayischen Heimat. Von 1952 bis 1959 stand er beim spanischen Klub Atlético Madrid unter Vertrag.
Mit der Nationalmannschaft Paraguays gewann der Abwehrspieler nach dem 3:2-Finalsieg gegen Brasilien 1953 die Copa América. Herrera wurde dabei zum besten Spieler des Turniers gewählt. Am 10. März 1957 absolvierte er beim 2:2 gegen die Schweiz sein einziges Länderspiel für Spanien.

### Als Trainer
Herrera begann seien Trainerkarriere in Spanien, wo er u. a. den FC Elche und Espanyol Barcelona betreute. Von 1964 bis 1969 trainierte er Juventus Turin und führte die Mannschaft dabei 1964/65 zum Gewinn der Coppa Italia und 1966/67 zur italienischen Meisterschaft. Im Finale des Messepokals mussten sich seine Bianconeri 1964/65 im heimischen Stadio Comunale Ferencváros Budapest mit 0:1 geschlagen geben.
In der Saison 1969/70 betreute Herrera Inter Mailand und erreichte mit den Nerazzurri den zweiten Rang in der Serie A. Zu Beginn der folgenden Spielzeit wurde er entlassen, sein Nachfolger Giovanni Invernizzi führte Inter 1970/71 zum Gewinn der Meisterschaft. Nach zwei weiteren Stationen in Italien bei Sampdoria Genua und Atalanta Bergamo kehrte Heriberto Herrera 1975 nach Spanien zurück, wo er bis 1982 u. a. beim FC Valencia und UD Las Palmas arbeitete.

## Erfolge

### Als Spieler
- Copa-América-Sieger: 1953

### Als Trainer
- Coppa-Italia-Sieger: 1964/65
- Italienischer Meister: 1966/67